# Plekjes van Fordyce

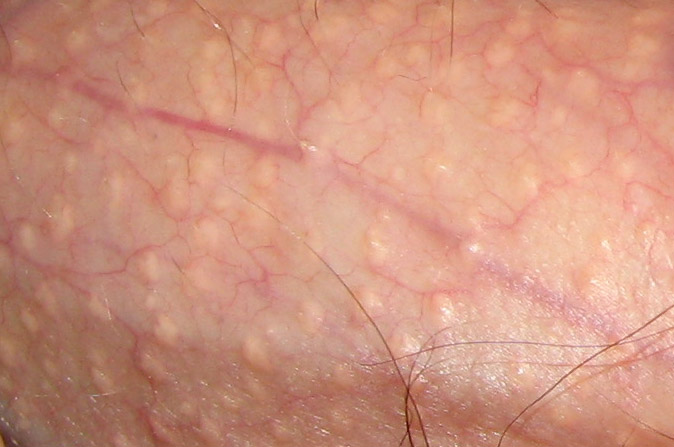
Close-up van de plekjes van Fordyce op een penis

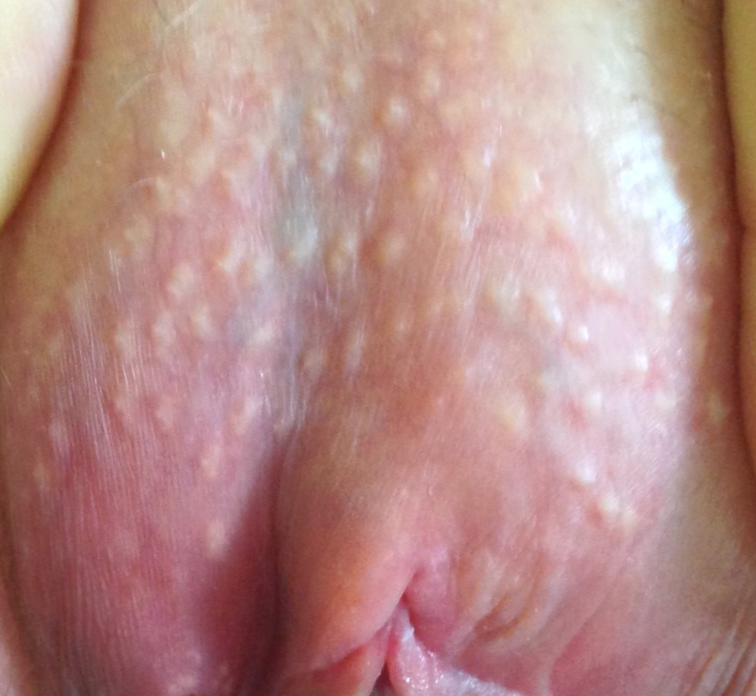
Plekjes van Fordyce op een vulva

De plekjes van Fordyce zijn lichtgele, lichtverheven papels meestal in groep gelegen op het slijmvlies van de binnenkant van de wang of van de lip, en op de penis of schaamlippen.
Ze zijn asymptomatisch, ze veroorzaken namelijk geen enkele hinder of gevaar. De plekjes zijn niet besmettelijk en kunnen eventueel met tretinoïnegel behandeld worden.
De plekjes van Fordyce zijn genoemd naar de Amerikaanse dermatoloog John Addison Fordyce (1858-1925).